# Bronisze (Ermland-Mazurië)
Bronisze (Duits: Wittichsfelde) is een plaats in het Poolse woiwodschap Ermland-Mazurië, in het district Gołdapski. De plaats maakt deel uit van de stad- en landgemeente Gołdap.